# Schwungfahrt
Eine Schwungfahrt ist die Fahrt eines elektrischen, vom Fahrdraht abhängigen Triebfahrzeugs in einen Bahnhofsbereich ohne geeignete Stromzufuhr. Das Triebfahrzeug fährt dabei ohne eigenen Antrieb. Im Fall einer Einfahrt in einen Bahnhof spricht man von einer Schwungeinfahrt.
Ein Schwungfahrabschnitt ist ein elektrifiziertes Teilstück einer Bahnstrecke, den elektrisch betriebene Fahrzeuge nur mit abgesenktem Stromabnehmer durchfahren dürfen.

## Grenzbahnhöfe

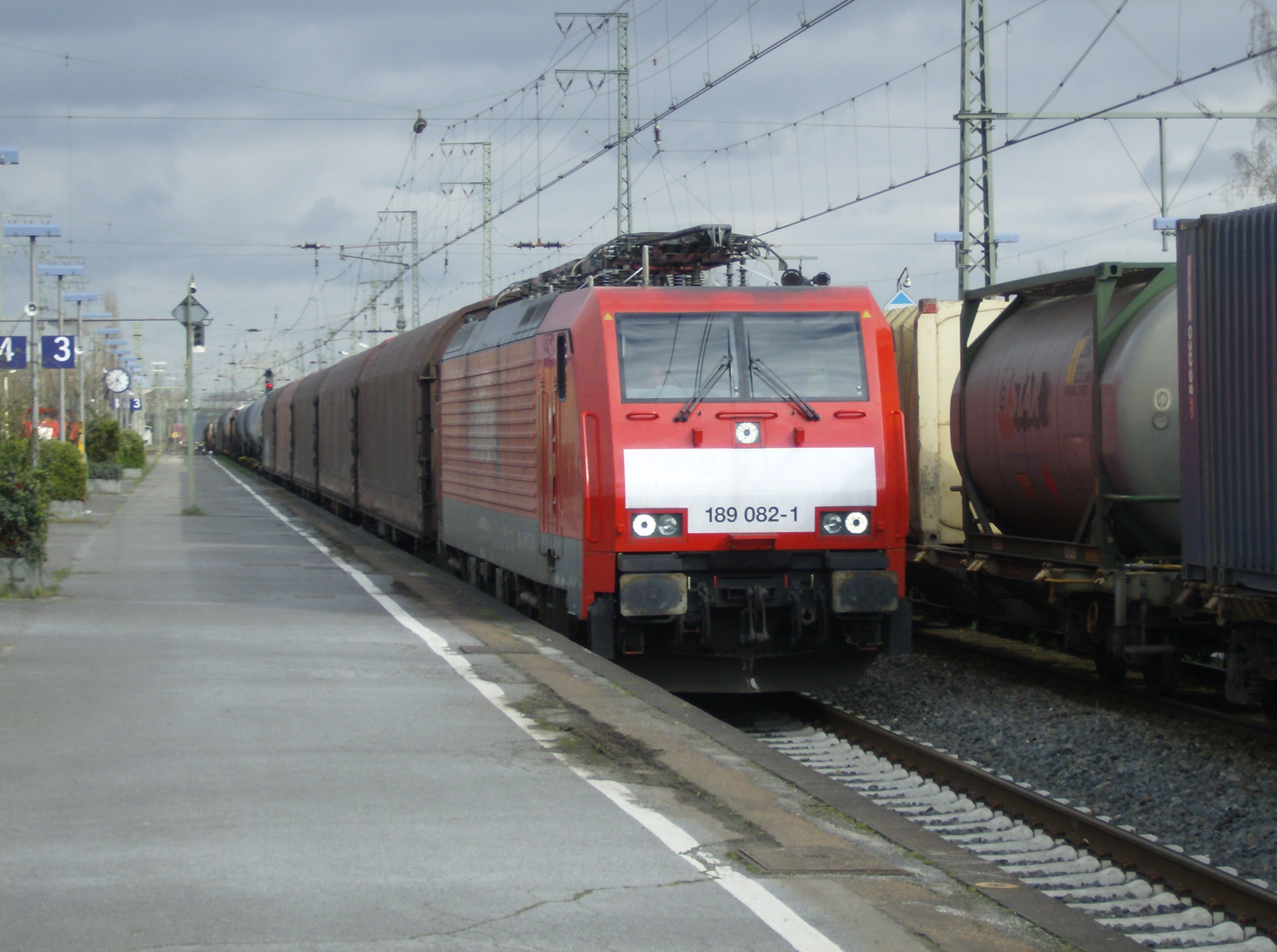
Schwungdurchfahrt eines Güterzuges in Emmerich (2008).

Bei Grenzbahnhöfen, die auch Schnittstelle verschiedener Bahnstromsysteme sind, gibt es zwei grundsätzlich verschiedene Betriebskonzepte. Zum einen sind dies umschaltbare Oberleitungsabschnitte, zum anderen das Konzept der Einfahrt mit Schwung. Letztere wird etwa im Bahnhof Venlo (nur im Güterbahnhof) oder im Bahnhof Brenner verwendet. Dabei besteht die Trennstelle zwischen den Bahnstromsystemen etwa in der Mitte des Bahnhofes. Einfahrende Züge fahren abgebügelt in den Bahnhof ein und rollen ohne Strom unter dem fremden Stromsystem aus. Von einer Rangierlokomotive wird die Elektrolokomotive später wieder zurück unter das richtige Bahnstromsystem geschoben.

## Güterzüge in Umladebahnhöfen
Die Schwungeinfahrt als Konzept für die Zufahrt von mit Elektrolokomotiven geführten Ganzzügen aus Containerwagen in den Umschlagbahnhof ersetzt Rangierfahrten.
Der Gleisabschnitt unter dem vorhandenen Portalkran kann nicht mit einem Fahrdraht überspannt werden. Deshalb fährt die E-Lok des Güterzugs per Schwungeinfahrt unter dem Arbeitsbereich des Krans durch. Die kinetische Energie des Zuges reicht aus, um die E-Lokomotive an den nächsten Strom führenden Abschnitt jenseits des Portalkrans und damit an die Ausfahrposition zu führen.
Bisher wurden Diesellokomotiven eingesetzt, um den Güterzug bereitzustellen und das Be- und Entladen zu ermöglichen. Nach der Herrichtung des über dem Ladegleis unterbrochenen Fahrdrahtes und Freigabe des Betriebskonzepts der Schwungeinfahrt können Ganzzüge gezogen von Elektrolokomotiven „in einem Schwung“ unter den Ladekran einfahren. Rangierfahrten werden so eingespart.
Die Schwungeinfahrt wird beispielsweise in München-Riem, Kornwestheim und Ludwigshafen, dem Megahub Lehrte, sowie bei Hafenterminals der HHLA und Eurogate angewendet.

## Sonderfall alter Hauptbahnhof Berlin

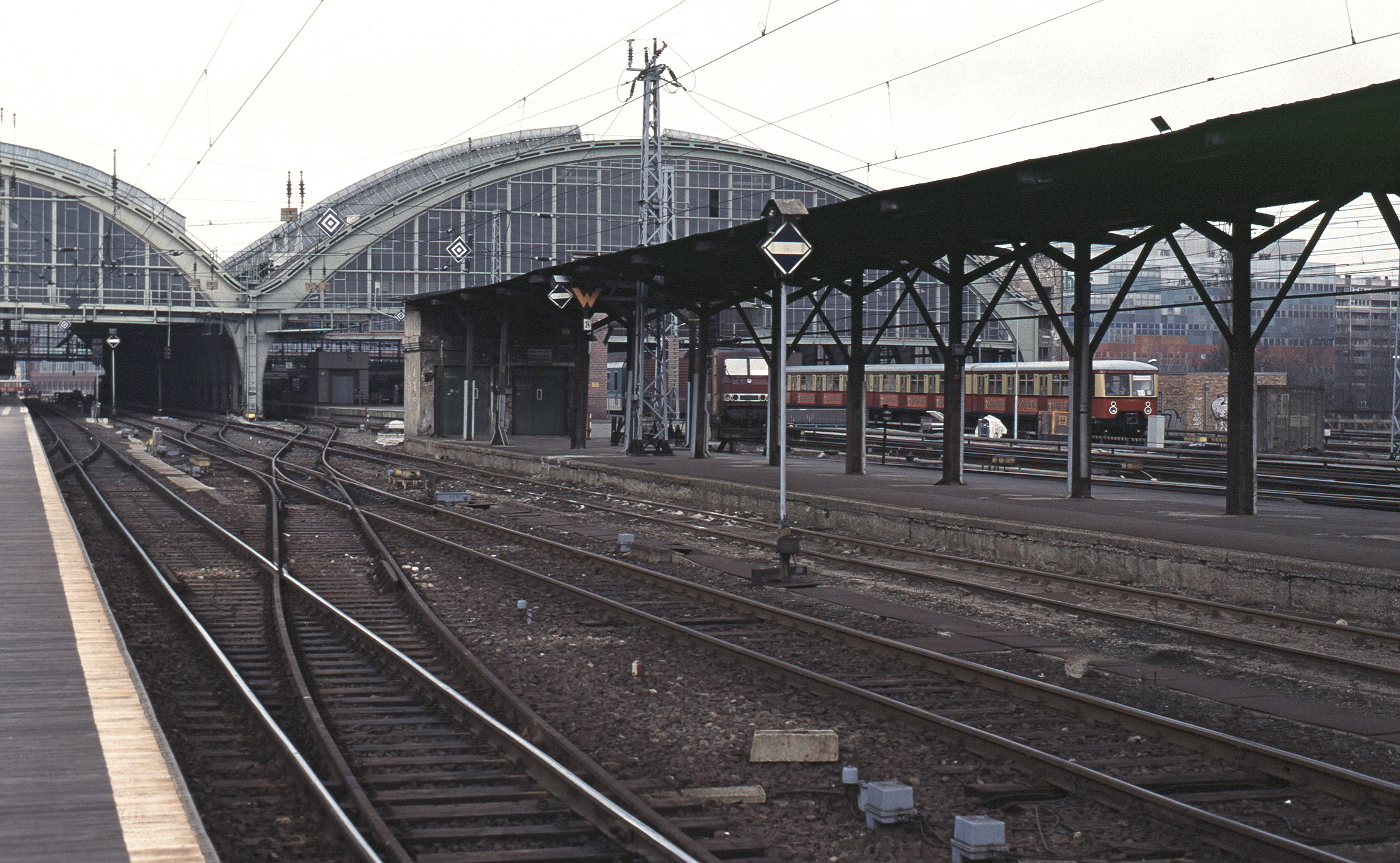
Östliche Hallenschürze in Berlin Hbf mit El-4- und El-6-Signalen (1997).

Im damaligen Hauptbahnhof Berlin (heute Berlin Ostbahnhof) lag die Schürze der Bahnsteighalle zu niedrig für den Fahrdraht. Der Fahrdraht endete zu DDR-Zeiten an der Ostseite der Halle, die nach West-Berlin führende Stadtbahn auf der Westseite blieb damals ohnehin im Dieselbetrieb.
Ankommende elektrisch betriebene Züge fuhren mit Schwung in die Halle ein und wurden mit Diesellokomotiven rangiert. Abfahrende Züge wurden so bereitgestellt, dass die E-Lok noch vor der Halle blieb.
Bei der Elektrifizierung der Stadtbahn wurden die Hallenschürzen bis 1998 entfernt, heute ist durchgehender elektrischer Betrieb möglich.